# Каратакля
Каратакля (груз. ყარათაქლა, азерб. Qaratəhlə) — село в подчинении сельской административно-территориальной единицы Калинино, Гардабанского муниципалитета, края Квемо-Картли республики Грузия с 98 %-ным азербайджанским населением. Находится в юго-восточной части Грузии, на территории исторической области Борчалы.

## История
Село Каратакля некогда образовывало одно единое село с соседним селом Актагля, под общим названием Тагла. Но в дальнейшем, по мере возрастания населения и занимаемой территории, было образовано два самостоятельных села.

### Топоним
Топоним села Каратакля (азерб. Qaratəhlə) предположительно связан с названием древнего тюркского племени Такля (азерб. Təklə).

## География
Село расположено на левом берегу реки Кура, в 13 км от столицы Тбилиси, в 17 км от районного центра Гардабани, около железной дороги Тбилиси - Баку, на высоте 355 метров над уровнем моря.

## Население
По данным Государственного статистического комитета Грузии, согласно официальной переписи 2002 года, численность населения села Каратакля составляет 2936 человек и на 98 % состоит из азербайджанцев.

## Экономика
Население в основном занимается овцеводством, скотоводством, овощеводством и зеленеводством.

## Достопримечательности
- Средняя школа - построена в 1919 году.[7]
- Железнодорожная станция Гачиани.
- Ресторан «Огуз».[9]

## Известные уроженцы
- Валиев Анбар Чинкиз оглы — боец ММА, двукратный чемпион России по универсальному бою, чемпион организации GLADIATOR MMA
- Гарибов Ханахмед Надир оглы — грузинский политик, занимал высокие посты в Грузии, был депутатом от Гардабанского муниципалитета (05.04.1956-19.04.2016).
- Гусейнов Мухтар Али оглы — профессиональный кикбоксер, мастер спорта международного класса, 3-х кратный чемпион Европы, финалист кубка мира.
- Касумов Исмаил Аскяр оглы — участник ВОВ, погиб 10 января 1945 года при селении Чебовце в Чехословакии (ныне Банскобистрицкий край, район Вельки-Кртиш в Словакии[10].
- Мирзоев, Савалан — грузинский государственный и общественно-политический деятель, депутат Парламента Грузии 9-го и 10-го созывов[11][12]. В 2009—2013 годах был советником премьер-министра Грузии, советником государственного министра Грузии по вопросам реинтеграции[13].
- Ашир Сейид Ахмедоглу — поэт[7].
- Алиев Талып Магомедалиевич — участник ВОВ.
- Мамед Халил — поэт[7].
- Аллахверди Кельбиев — выпускник Закавказской учительской семинарии[7].
- Такла Новруз — поэт[7].
- Зияддин Садыков — профессор[7].
- Сейидахмед Ахмедов — профессор[7].
- Вели Мусаев — профессор[7].
- Аладдин Махмудов — профессор[7]
- Хидаят Гусейнов — профессор[7].
- Ханлар Мамедов — профессор[7].
- Низами Кабарабахлы — профессор[7].
- Теймур Кельбиев — художник[7].
- Аллахверди Такляли — поэт[7].
- Асад Алиев — исследователь истории этнографии азербайджанцев Грузии[7].
- Халилов Эльман Гасан оглы — врач-хирург[7].
- Халилов Эльнур Гасан оглы — ученый-математик[14].
- Ахмедова Балаханум Араз кызы — чемпионка Европы по аэробике (2019)[15].

## Топографические карты
- Лист карты K-38-90 Марнеули. Масштаб: 1 : 100 000. Состояние местности на 1982 год. Издание 1983 г.